# Bioko
Bioko è un'isola della Guinea Equatoriale al largo della costa occidentale dell'Africa, situata a 40 km dalle coste del Camerun nel Golfo di Guinea. Ha una popolazione stimata di più di 330.000 abitanti e una superficie di 2.017 km².
Conosciuta, in periodo coloniale, con il nome di Fernando Pó, in onore del navigatore portoghese Fernão do Pó che la scoprì, dopo l'indipendenza ed il colpo di Stato di Francisco Macías Nguema Biyogo, l'isola fu ribattezzata col nome del dittatore. Alla caduta di Biyogo, nel 1979, prese il nome di Bioko, in onore del fratello di Malabo Lopelo Melaka, re dei Bubi. Tutt'oggi l'isola viene chiamata Otcho dal popolo Bubi.

## Geografia
L'isola di Bioko misura 70 km da Nord a Sud nel suo punto di massima lunghezza e 32 km di larghezza massima. La sua area totale è di 2017 km².
L'isola è di origine vulcanica e prevalentemente montuosa, somigliando in questo alle isole vicine come São Tomé e Príncipe, con le quali fa parte della linea vulcanica del Camerun. La vetta più alta è il Pico Basile (3012 m).

## Demografia
Sull'isola abitano circa 330.000 abitanti, la maggior parte dei quali appartengono alla tribù Bubi; Sono però presenti anche minoranze di spagnoli, Fernandino e di immigrati dai vicini stati della Nigeria e del Camerun, oltre che dalla parte continentale della Guinea Equatoriale (Rio Muni). Negli ultimi anni il boom petrolifero ha fatto intensificare l'immigrazione dai paesi vicini, ma anche dall'Asia e dall'Europa; in quest'ultimo caso sono soprattutto dipendenti di compagnie petrolifere.

## Storia
I primi abitanti dell'isola sono stati dei Bantu provenienti dal continente, le cui tracce risalgono al primo millennio a.C., i quali costituiscono l'odierna tribù dei Bubi, che parla un linguaggio a sé stante, pur appartenendo al ceppo delle lingue bantu.
L'isola fu scoperta dagli europei nel 1472, quando il navigatore portoghese Fernão do Pó la denominò Formosa Flora ("Bel fiore"), ma nel 1494 l'isola fu ribattezzata col nome del suo scopritore. Caso unico fra le isole del Golfo di Guinea, Bioko era già abitata da un gruppo indigeno quando fu scoperta dagli europei.
Nel 1642 la Compagnia olandese delle Indie orientali (VOC) si stabilì sull'isola senza il consenso portoghese, creando alcune basi per il commercio di schiavi; i portoghesi cacciarono gli olandesi dall'isola nel 1648, smantellando la base olandese e creandone una nuova sulla vicina isola di Corisco.
Parallelamente a questi avvenimenti, sull'isola le popolazioni locali iniziarono a coalizzarsi nella creazione di un regno autonomo, grazie all'attività di alcuni capi locali come Molambo (1700/1760) durante un periodo di forte sfruttamento della schiavitù che costrinse le tribù locali a migrare dalle zone costiere verso l'impervia regione centrale dell'isola.
Nel 1778, col Trattato di El Pardo fra la regina Maria II del Portogallo ed il re Carlo III di Spagna, Bioko fu donata alla Spagna assieme ad Annobón ed alla zona del Rio Muni; il Portogallo ebbe in cambio alcuni ingrandimenti territoriali nel continente americano. Nel frattempo, Molambo morì ed il suo posto fu preso da Lorite (1760-1810), a sua volta seguito da Lopoa (1810-1842). Tra il 1827 ed il 1843, per controllare che il divieto di commerciare schiavi africani fosse effettivamente rispettato, il Regno Unito stabilì alcune basi militari a Port Clarence (l'odierna Malabo) e a San Carlos.
Nel marzo 1843 fu posta la bandiera spagnola sulla città di Malabo, determinando la fine dell'influenza britannica sull'isola. I capi Madabita (1842-1860) e Sepoko (1860-1875), saliti al potere durante la nascita e l'affermazione del dominio spagnolo sull'isola, videro l'immigrazione a Bioko di alcune centinaia di ex schiavi cubani e l'arrivo dei primi bianchi per stabilirsi permanentemente nell'isola, ossia alcuni politici e soldati spagnoli.
In tempi recenti, l'isola è stata utilizzata come base d'atterraggio degli aerei diretti in Biafra durante la guerra civile nigeriana, nonché per concentrare nella famigerata prigione di Black Beach la maggior parte degli oppositori politici del governo della Guinea equatoriale.

## Natura
Nella parte a Sud-Ovest dell'isola vi è una caldera vulcanica dove è presente una popolazione di Drillo (Mandrillus leucophaeus poensis), un raro primate considerato In pericolo dalla IUCN.